# Jennifer Rockwell
Jennifer Rockwell-Grossarth (née le 18 mai 1983 à Tooele) est une athlète américaine, naturalisée italienne fin 2012, spécialiste du 400 mètres haies.

## Biographie
Son record personnel est de 55 s 51 réalisé à Reims (FRA) le 30 juin 2010. À La Chaux-de-Fonds, elle approche ce temps en 55 s 70 en juillet 2013.
Son club est l'ASD Acsi Italia Atletica.